# La 11MIL
La 11MIL es una iniciativa puesta en marcha por empresarios y directivos gaditanos que desarrollan su actividad fuera de la provincia de Cádiz pero que mantienen contacto con la provincia andaluza. Recibe su nombre del código postal asignado a la zona.

## Historia
La 11Mil surge en 2016, de la mano de Javier Sánchez Rojas, presidente de la Confederación de Empresarios de la Provincia de Cádiz, y Daniel Romero-Abreu, empresario gaditano afincado en Madrid. Pero no fue hasta 2018 cuando se presentase formalmente en sociedad. Que nace con una idea clara: 
Devolver a laprovincia lo que la provincia nos ha dado. Se trata de que mantenemos un sentido de pertenencia al lugar de donde hemos salido. Lo que tratamos es de transmitir los valores positivos de la provincia y sus potencialidades
El núcleo original estuvo compuesto por 17 gaditanos afincados en Madrid, entre los que destacan Ana Bueno, directora de Contenidos Multimedia Mediaset; la periodista Sandra Golpe, presentadora de noticias en Antena 3; Antonio Hernández Rodicio, Director de Eventos del Grupo Prisa entre otros. Todos ellos se han sumado a la idea original de mostrar una realidad alejada de los tópicos y poniendo en valor los recursos naturales, climáticos y sociológicos que ofrece la provincia gaditana a los inversores.
En 2019 dieron un nuevo paso en su intento de alcanzar los objetivos, con el establecimiento del premio La 11MIL que valora la acción como embajador de la provincia en el ámbito nacional e internacional, y que en su primera entrega recayó en el chef Ángel León.

## Objetivos de La 11MIL
La 11 MIL nació con el objetivo de dar visibilidad a la provincia de Cádiz, potenciando las relaciones entre inversores externos y la zona, con el objetivo final de mejorar la situación sociolaboral de la provincia andaluza. Y para conseguir ese fin, establecen una serie de fines previos: 
- Liderar sectores con valor añadido
- Propiciar más colaboración mixta público-privado
- Generar inercias económicas sostenibles
- Atraer inversiones a la provincia
- Transmitir experiencias de gaditanos que destacan fuera de la provincia en el ámbito empresarial y profesional
- Dar un giro en positivo a la imagen exterior de Cádiz, actuando como altavoz
- Apoyar a gaditanos que quieran desarrollarse profesionalmente fuera de Cádiz, generando redes de confianza, lo que realizan mediante el proyecto Mentoring[5]

## Miembros fundadores
|                               | Responsabilidad profesional                                                              | Empresa                                                        |
| ----------------------------- | ---------------------------------------------------------------------------------------- | -------------------------------------------------------------- |
| Javier Sánchez Rojas          | Presidente                                                                               | Confederación de Empresarios de la Provincia de Cádiz          |
| Daniel Romero-Abreu           | Presidente                                                                               | Thinking Heads                                                 |
| Antonio Hernández Rodicio     | Director de Eventos                                                                      | Grupo Prisa                                                    |
| Andy Ramos Gil de la Haza     | Counsel de Derecho de Propiedad Intelectual, Industrial y Tecnología                     | Pérez-Llorca                                                   |
| Ángel Vallejo                 | Socio fundador                                                                           | Maio Legal Abogados                                            |
| Francisco Javier Gala Lupiani | COO y Manager Director Adjunto                                                           | ÅF ARIES Energía                                               |
| Mauricio García de Quevedo    | Director general                                                                         | Federación Española de Industrias de la Alimentación y Bebidas |
| Helena Rivero                 | Presidenta                                                                               | Bodegas Tradición                                              |
| Ángeles López Lobatón         | Directora Asesoría Jurídica                                                              | Movistar+                                                      |
| Ángeles López Lobatón         | Vicesecretaria Consejo de Administración                                                 | Canal+                                                         |
| Federico Linares              | Consejero Delegado                                                                       | Ernst & Young en España                                        |
| Federico Linares              | Socio Director                                                                           | Tax & Legal para España, Italia y Portugal                     |
| José María Vallejo            | Director del Departamento Fiscal Corporativo                                             | BBVA                                                           |
| Javier Garat                  | Secretario General                                                                       | Confederación Española de Pesca                                |
| José Calleja                  | Propietario                                                                              | Restaurante Surtropia                                          |
| Ana Bueno                     | Directora Contenidos Multimedia                                                          | Mediaset                                                       |
| Juan de Hoces                 | Corporate Human Resources Director                                                       | Iberostar Group                                                |
| Marta Pérez Dorao             | Directora general                                                                        | FECE                                                           |
| Marta Pérez Dorao             | Founder Partner                                                                          | WoB                                                            |
| Marta Pérez Dorao             | Presidenta                                                                               | Inspiring Girls España                                         |
| Sandra Golpe                  | Directora Antena 3 Noticias 1                                                            | Antena 3 TV                                                    |
| Cristóbal Herrera             | Director de Asuntos Públicos                                                             | Llorente y Cuenca                                              |
| Natalia Pérez Hormaeche       | Directora Asesoría Jurídica y Compliance Officer                                         | Atlantic Coppe                                                 |
| Ángel Juan                    | Director                                                                                 | Lincoln International Spain                                    |
| Antonio Romano Macías         | Senior Procurement Manager Iberia. Dirección Global de Compras Corporativas y Estrategia | DHL                                                            |
| Andrés Nieto García           | Director de operaciones                                                                  | Gas2Move                                                       |
| Alberto Berral                | Director de Control y Optimización de Gastos                                             | AXA                                                            |
| Luisa Jiménez Manzorro        | Directora del Campus Madrid OSTELEA                                                      | Grupo Planeta.                                                 |
| Álvaro León Saíz              | HR Manager                                                                               | Fábrica de Villarejo de Salvane                                |
| Álvaro León Saíz              | HR Manager Portugal                                                                      | Adam Foods                                                     |
| Álvaro Rodríguez              | Director de Negocio Extranjero Regional Norte de Madrid                                  | Banco Popular                                                  |
| Aniceto Zaragoza Ramírez      | Director general                                                                         | Oficemen                                                       |
| José Antonio Baena            | Chief Operating Officer                                                                  | Gas2Move                                                       |

## Premio La 11MIL
El premio La 11Mil surge con la idea de reconocer la labor como embajador de la provincia de destacados gaditanos, que hayan mostrado en su labor profesional un interés real en demostrar los valores y recursos de la provincia de Cádiz. El primer premio fue otorgado en abril de 2019 en la ciudad de Madrid al conocido como "chef del mar", Ángel León. Quien destaca por mostrar las riquezas gastronómicas y marítimas de la Costa de la Luz, así como una importante labor de investigación que ubica a la Universidad de Cádiz (con quien suele trabajar) a la cabeza de la innovación en el uso alimenticio de plancton y algas.
| Premiado   | Año  |
| ---------- | ---- |
| Ángel León | 2019 |